# SM UB-11
SM UB-11 – niemiecki okręt podwodny typu UB I zbudowany w stoczni AG Weser w Bremie w latach 1914-1915. Wodowany 2 marca 1915 roku, wszedł do służby w Cesarskiej Marynarce Wojennej 4 marca 1915 roku. Pierwszym dowódcą został Ralph Wenninger. Wenniger dowodził okrętem tylko przez 7 dni. Brak źródeł na to, kto go zastąpił. Według R.H. Gibsona i Maurice’a Prendergasta (The German Submarine War, 1914–1918) UB-11 służył we wrześniu 1915 roku jako okręt szkoleniowy w Szkole Morskiej w Kilonii.
Po zakończeniu wojny UB-11 jako jeden ośmiu niemieckich okrętów podwodnych został poddany Royal Navy na terenie Niemiec. W 1920 roku został rozebrany w Hugo Stinnes Schiffahrt w Rostocku.